# Dendrobium chrysotropis
Dendrobium chrysotropis är en orkidéart som beskrevs av Rudolf Schlechter. Dendrobium chrysotropis ingår i släktet Dendrobium, och familjen orkidéer. Inga underarter finns listade i Catalogue of Life.